# Wolfgang Spindler (Theologe)
Wolfgang Hariolf Spindler OP (* 22. September 1968 in Ellwangen) ist ein deutscher römisch-katholischer Theologe, Ordenspriester und Professor an der Philosophisch-Theologischen Hochschule in St. Pölten.

## Ausbildung und beruflicher Werdegang
Wolfgang Spindler studierte Rechtswissenschaften, Theologie, Philosophie und Politikwissenschaften in Würzburg, München und Wien. Er erwarb die Abschlüsse des Diplom-Juristen und des Magisters der Theologie. Er wirkte als Wissenschaftlicher Assistent am Lehrstuhl für Christliche Sozialwissenschaften der Theologischen Fakultät Trier und wurde dort 2010 zum Dr. theol. promoviert. Seine Dissertation trug den Titel „Humanistisches Appeasement“? Hans Barions Kritik an der Staats- und Soziallehre des Zweiten Vatikanischen Konzils.
1996 trat er in den Dominikanerorden ein. 2001 empfing Spindler die Priesterweihe und wirkt nach Zwischenstationen in Augsburg und Trier als Seelsorger an der Theatinerkirche München. Unter anderem ist er seit 2007 Stellvertretender Vorsitzender des Instituts für Gesellschaftswissenschaften Walberberg in Bonn und seit 2008 Redakteur der sozialethischen Zweimonatsschrift Die Neue Ordnung. Seit 2013 ist er Professor an der Philosophisch-Theologischen Hochschule St. Pölten.

## Mitgliedschaften
- KDStV Franco-Raetia Würzburg im CV
- KDStV Trifels München im CV
- KaV Marco-Danubia Wien im ÖCV

## Publikationen
Neben zahlreichen Aufsätzen und Artikeln, insbesondere zur politischen Theorie und Theologie, erschienen bisher folgende Monographien:
- Mit Kindern über Gott sprechen. Christliches Glaubenswissen für die religiöse Erziehung. Sankt Ulrich Verlag, Augsburg 2003.
- „Theorie unmittelbaren konkreten Lebens“ – Zur Konzeption und Kritik der politischen Theologie Carl Schmitts. Grin Verlag, München 2008.
- Trasmettere la fede ai bambini: come parlare di Dio, Gesù Cristo, Bibbia, Chiesa, paradiso con i più piccoli (= Orientamenti per la catechesi; 25). Editrice Elledici, Leumann, Turin 2008.
- „Humanistisches Appeasement“? Hans Barions Kritik an der Staats- und Soziallehre des Zweiten Vatikanischen Konzils. Duncker & Humblot, Berlin 2011, ISBN 978-3-428-13588-2.
- Zusammen mit Gerd Giesler und Ernst Hüsmert: Gedichte für und von Carl Schmitt. Hrsg. im Auftrag der Carl-Schmitt-Gesellschaft e. V. von Gerd Giesler und Ernst Hüsmert (= Carl Schmitt Opuscula. Plettenberger Miniaturen, 4). Plettenberg 2011.
- Arthur F. Utz, Der Weg des Menschen zu dauerhaftem Glück und innerem Frieden. Ein Resümee der Ethik und der Moraltheologie des Thomas von Aquin. Im Auftrag des Instituts für Gesellschaftswissenschaften Walberberg und der Stiftung Prof. Dr. A. F. Utz herausgegeben und mit einem Vorwort versehen von Wolfgang Hariolf Spindler. nova & vetera, Bonn 2011.
- Zusammen mit Gerd Giesler und Ernst Hüsmert (Hrsg.): Carl Schmitt, Der Schatten Gottes. Introspektionen, Tagebücher und Briefe 1921 bis 1924. Duncker & Humblot, Berlin 2014, ISBN 978-3-428-14308-5.
- Die Politische Theologie Carl Schmitts: Kontext – Interpretation – Kritik. Disserta Verlag, Hamburg 2015.
- Álvaro d’Ors, Gemeinwohl und Öffentlicher Feind. Herausgegeben und mit einer Einführung versehen von Wolfgang Hariolf Spindler. Karolinger Verlag, Wien und Leipzig 2015.
- Zusammen mit Elmar Nass und Johannes H. Zabel (Hrsg.): Kultur des Gemeinwohls. Festschrift zum 70. Geburtstag von Prof. Dr. Dr. Wolfgang Ockenfels OP. Paulinus Verlag, Trier 2017.
- Álvaro d’Ors, Neue Einführung in das Studium des Rechts. Herausgegeben und kommentiert von Wolfgang Hariolf Spindler. Aus dem Spanischen ins Deutsche übertragen von Dominika Geyder und Wolfgang Hariolf Spindler. Duncker & Humblot, Berlin 2022, ISBN 978-3-428-15081-6.
- Hans-Dieter Sailer, In unserer Zeit. Roman im Fragment. Herausgegeben und mit einem Nachwort versehen von Wolfgang Hariolf Spindler. Morio Verlag, Heidelberg 2022, ISBN 978-3-945424-97-1.